# Francisco Carbonell Magí
Francisco Carbonell Magí (València, 1790 - ?) fou un advocat i polític valencià. Regidor de l'ajuntament de València, a les eleccions a Corts Espanyoles de 1820 fou elegit diputat suplent amb credencials de tinent retirat de la Guerra del Francès, i no el va arribar a ocupar. El 1836 fou comandant de la guàrdia nacional i diputat provincial a València. El 1836 fou nomenat alcalde de València i rector de la Universitat de València (1845-1859) pel Partit Progressista, però el 1839 va girar vers el Partit Moderat. Fou novament diputat a Corts Espanyoles pel districte de Xelva el 1846 i el 1850, i governador civil de València el 1844, 1845, 1851 i 1852.
El 1858 es va oposar a que el seu partit ingressés a la Unió Liberal, però va acceptar després de ser nomenat senador vitalici. Fou el cap a València del Partit Moderat durant la Dècada Moderada. Deixeble seu fou Ciril Amorós i Pastor.